# Jacques Louis Comte
Jacques Louis Comte, né en 1781 et mort en 1843, est un peintre et miniaturiste qui compte parmi les meilleurs calligraphes suisses de son temps.

## Biographie
Jacques Louis Comte est le fils de François Frédéric Comte, conseiller communal à Payerne et de Suzanne Marguerite Papon. Il commence sa carrière professionnelle comme maître d'écriture et de dessin dans un pensionnat de Cugy (Fribourg). Puis de 1807 à 1812, il enseigne dans les écoles primaires de la ville de Fribourg.
En 1809, Jacques Louis Comte réoriente son travail artistique et devient élève de l'artiste parisien Jean-Baptiste Jacques Augustin, dont il adopte le style. En 1810 le « prix de miniature » honore un autoportrait à l'exposition des beaux-arts de Berne. De nouvelles distinctions lui sont attribuées à Zurich en 1812 et 1818.
Parmi ses premières œuvres, on note le portrait d'un parent de son épouse, François Jomini (1774-1837), notaire à Payerne et frère du général des guerres napoléoniennes Antoine-Henri Jomini.
Vers 1812, Comte s'installe à la cour de Naples.